# Stor brandbläcksvamp
Stor brandbläcksvamp (Coprinopsis jonesii) är en svampart som först beskrevs av Peck, och fick sitt nu gällande namn av Redhead, Vilgalys & Moncalvo 2001. Stor brandbläcksvamp ingår i släktet Coprinopsis och familjen Psathyrellaceae.  Arten är reproducerande i Sverige. Inga underarter finns listade i Catalogue of Life.

## Källor

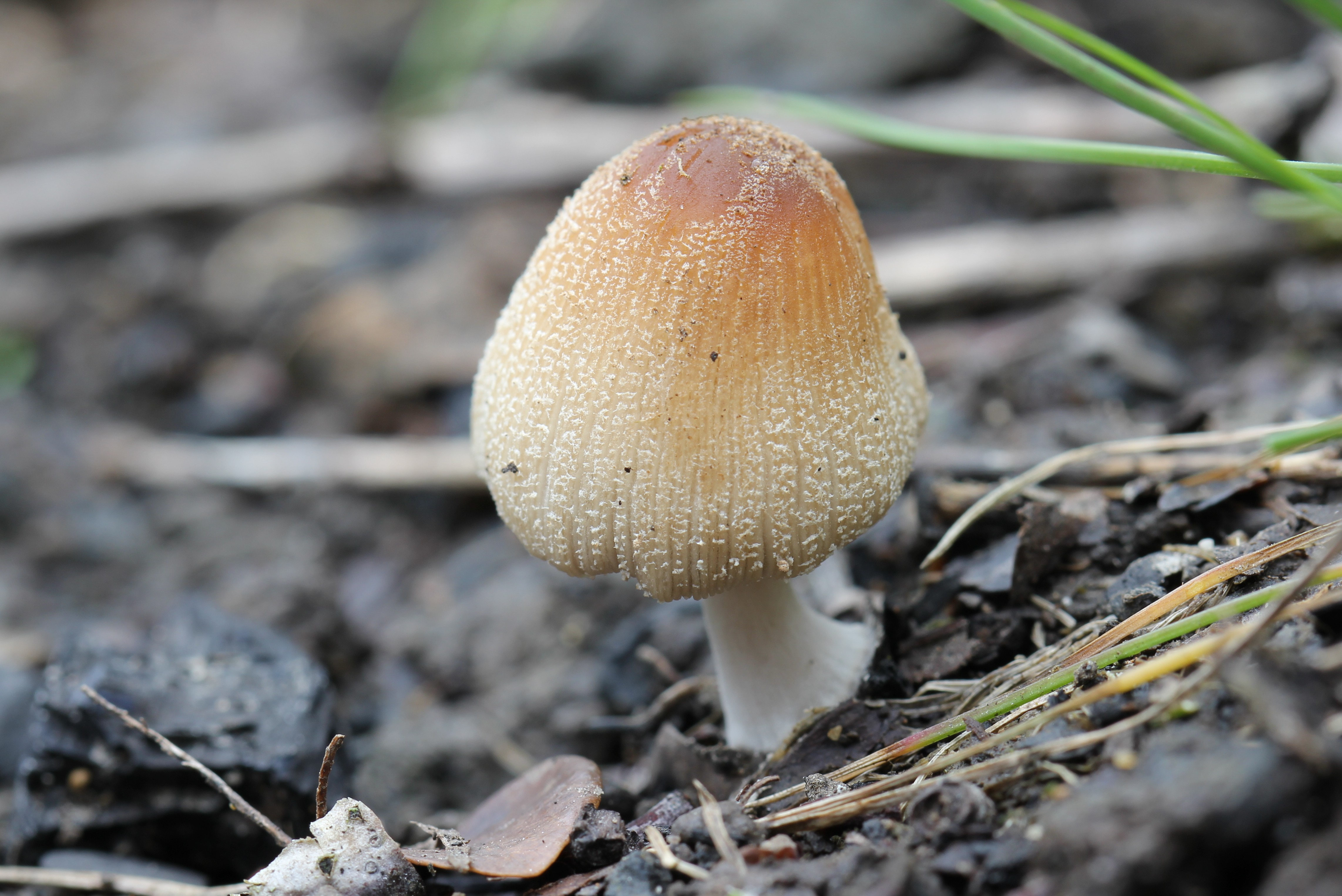
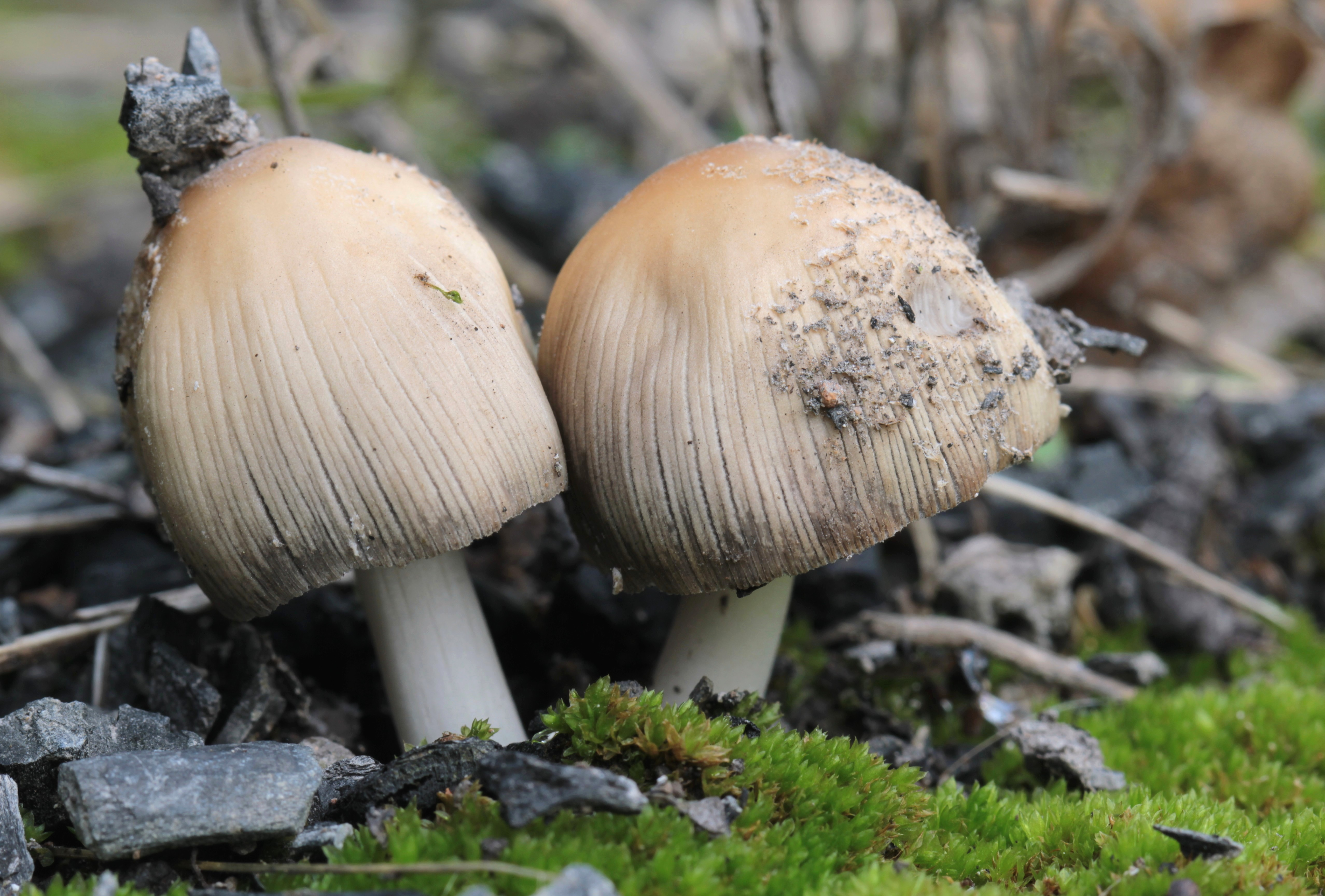
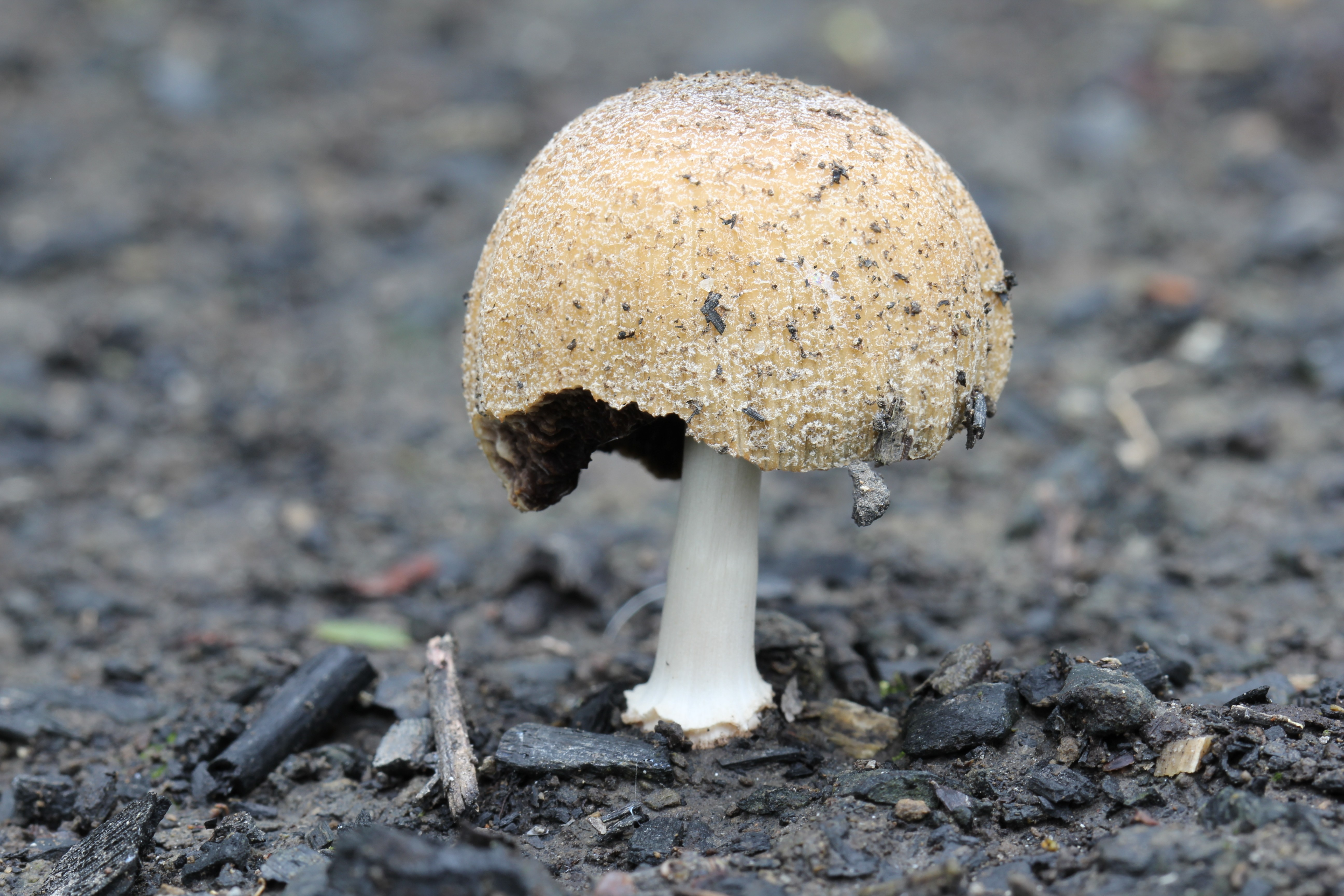